# 乔芒萁
乔芒萁（学名：Dicranopteris gigantea）为里白科芒萁属下的一个种。